# 김선 (신라)
김선(金鐥)은 경순왕과 고려 낙랑공주 왕씨의 아들로 추정되는 인물로 고려조에 언양군(彦陽君)에 봉해졌다고 한다.

## 개요
김선(金鐥)은 경순왕이 고려에 항복 후 맞아들인 고려 태조의 큰딸인 낙랑공주 왕씨 소생의 아들로 추정되는 인물로, 고려조에서 언양군(彦陽君)에 봉해졌다고 한다. 언양 김씨에서 시조로 소원시켰다.
김선에 대한 기록은 1784년(정조 8) 개성 어느 산기슭에서 우연히 발견되었다는 《김은열 묘지명》에 등장하는 인물로 경순왕 7자라 한다. 
그러나 김선은 《김은열 묘지명》이외 『고려사』 등의 문헌은 물론이고, 그 어떤 금석문 자료에도 찾아볼 수가 없는 인물이라는 것이다. 또 《김은열 묘지명》 형태도 배위 및 생애 등도 누락되어 있고, 단지 형제 서차만 기술되어 있을 뿐 완전하지 않다는 것이다. 이후 경주 김씨 일문 족보류에 등재되기 시작하였으며, 족보에 옮기는 과정에서 개명하고 작호 하는 등 가필을 심하게 하여 현재 이러한 문헌들은 사료로서의 신빙성에 의심을 받고 있다.
1767년 간행된 언양 김씨 《정해보》에도 시조가 고려조 신호위 별장 동정 김수(金壽)로 되어 있으며, 그의 증손 판이부사 김취려가 거란군의 침입을 격퇴하고, 한순 다지 등의 반란을 평정하는 등의 공을 세워 수태위중서시랑평장사판병부사에 이르러 언양군(彦陽君)에 봉해져 사실상 언양 김씨의 시조가 되었다고 하였다.

### 시조 소원
1981년 언양 김씨 신유보 때 선계를 김선-김진-김정보-김경숙-김수(金鐥-金進-金精寶-金鏡淑-金壽)로 하고, 김선(金鐥)을 시조로 소원(遡源. 근원을 찾아 거슬러 올라감) 시켰다.

### 봉사손
신라가 멸망한 이후에도 경순왕(혹은 효애왕)은 전 왕조의 임금으로 고려 태자보다도 높게 대우 받았다.
또한 그의 아들이 신라의 봉사를 잇게 하였는데, 그 아들과 김은열 묘지명의 김선이 동일인물일 가능성도 있으나 확실하지 않다.

## 가족 관계
- 아버지: 경순왕[1]
- 어머니: 낙랑공주 왕씨
  - 아들: 김진(金進) 예부시랑
    - 손자: 김정보(金精寶) 호부상서

  - 아들: 김적(金迪) 공부시랑

김취려의 묘지명에 김취려의 증조부가 김수로 되어있으며, 언양김씨와 경주김씨 측에서 김은열의 묘지명 등을 근거로 하여 김수의 고조부를 김선 으로 설정하였다.
하지만 김은열 묘지명은 신라가 멸망한 지 무려 800년이나 지나서 발견된 데다 그 출전이 불명확하다.
김수가 신라의 봉사손 이므로 김선 역시 신라의 봉사손으로 추정되나, 신라 멸망 직후 신라 봉사손의 이름이 현재 전하지 않기때문에 경순왕의 제7자와 동일인물인지 명확하지 않다.
또한 김수가 신라 경순왕과 낙랑공주 소생의 후손인지도 명확하지 않다.

## 같이 보기
- 한국의 역사

1. ↑  LEE, Miji (2023년 6월 30일). “Beyond a Tribute Essay : A Try-out of the applicability of Goryeo Epitaph for KIM Gwang-cheol (1289-1349)”. 《Sahak Yonku : The Review of Korean History》 150: 132–148. doi:10.31218/trkh.2023.6.150.133. ISSN 1225-133X.